# Trust (Ayumi Hamasaki)
Trust è un brano musicale della cantante giapponese Ayumi Hamasaki, pubblicato come suo terzo singolo il 5 agosto 1998. Il brano è il terzo estratto dall'album A Song for ×× ed è arrivato alla nona posizione della classifica Oricon dei singoli più venduti in Giappone vendendo un totale di 181 820 copie.

## Tracce
CD singolo AVDD-20248
1. Trust (Ayumi Hamasaki, Kimura Takashi)
2. Trust ~Acoustic Version~ (Ayumi Hamasaki, Kimura Takashi)
3. Trust ~Instrumental~ (Ayumi Hamasaki, Kimura Takashi)

## Classifiche
| Classifica (1998)           | Posizione più alta |
| --------------------------- | ------------------ |
| Oricon Weekly Singles Chart | 9                  |